# OpenUI5
OpenUI5 és un entorn de treball per a aplicacions web en JavaScript de codi lliure amb l'objectiu de desenvolupar aplicacions web multiplataforma i amb disseny web responsiu. OpenUI5 està basat en JavaScript, jQuerry i LESS. L'arquitectura de biblioteca inclou Model-vista-controlador, interfície d'usuari i data binding. OpenUI5 és mantingut per l'empresa SAP AG i la seva comunitat.

## Principals característiques
- Disposa de 180 controls UI: menú,panell, barra d'icones, layout, matriu, llista, taula, diàleg, caixa de diàleg, calendari, caixa combo, selecció de data, botons, sliders, etc.
- Tecnologia WYSIWYG.
- Arquitectura MVC.
- Diferents formats de vista (XML, HTML, JSON).
- Enllaç de dades amb OData, JSON o XML.
- Capacitat I18n